# Устойчиво развитие
Устойчивото развитие е постигане на баланс между социалните и екологичните принципи, като социално оправдано и екологосъобразно икономическо развитие.
През 1987 г. Световната комисия по околна среда и развитие изготвя доклад, наречен „Нашето бъдеще“, който днес е известен като Доклада Брунтланд. Според него, устойчиво е развитието, което „удовлетворява нуждите на настоящето, без да подлага на риск способността на бъдещите поколения да задоволяват своите нужди“.
Глобалната рамка
Програмата на ООН до 2030 г., приета от световните лидери през 2015 г., представлява новата глобална рамка за устойчиво развитие и определя 17 цели за устойчиво развитие (ЦУР). Тя съставлява ангажимент за премахване на бедността и за постигане на устойчиво развитие до 2030 г. в световен мащаб, като се гарантира, че никой не е пренебрегнат.
ЦУР са балансирани между трите измерения на устойчивото развитие: икономическо, социално и екологично. Те имат конкретни измерения за следващите 15 години и са насочени към:
- човешкото достойнство
- регионалната и глобалната стабилност
- доброто състояние на планетата
- справедливите и устойчиви общества
- изграждането на проспериращи икономики

Те помагат за насърчаване на сближаването между страните от ЕС, вътре в обществата и с останалата част от света.

## Икономическа платформа
Икономическият подход към концепцията за устойчиво развитие се основава на теорията на Хикс-Линдал за максималния поток от общ доход, който може да бъде произведен при запазване на общия капитал, с който е произведен този доход. Тази концепция предполага оптимално използване на ограничени ресурси и използване на екологични, енергоспестяващи технологии, включително добив и преработка на суровини, създаване на екологично чисти продукти, минимизиране, рециклиране и унищожаване на отпадъците. Кръговата икономика е за създаване на кръг, когато става въпрос за ценни ресурси. С други думи, използвайте повторно, рециклирайте и защитете тези ресурси от препълващи сметища, които произвеждат токсични емисии на парникови газове.
Въпреки това, въпросите колко капитал трябва да се запази и до каква степен различните видове капитал са заменими, как то и при оценката на тези активи, особено екологичните ресурси, повдигат проблеми за правилното тълкуване и отчитане. Възникват два вида стабилност – слаба, когато става дума за естествен и произведен капитал, който не намалява във времето, и силна, когато природният капитал не трябва да намалява.